# Cantó de Montluçon Oest
El cantó de Montluçon Oest és una antiga divisió administrativa francesa del departament de l'Alier, situat al districte de Montluçon. Té 3 municipis i part del de Montluçon. Va desaparèixer el 2015.

## Municipis
- Lamaids
- Montluçon
- Prémilhat
- Quinssaines

## Història
| Data d'elecció                           | Identitat             | Partit | Qualitat |
| ---------------------------------------- | --------------------- | ------ | -------- |
| 1945-1949                                | Marcel Hay            | SFIO   |          |
| 1949-1955                                | Henri Bourgeois       | SFIO   |          |
| 1955-1973                                | Henri Guichon         | PCF    |          |
| 1973-1979                                | Pierre Goldberg       | PCF    |          |
| 1979-1985                                | Nicole Picandet       | PCF    |          |
| 1985-1998                                | Henri Michard         | RPR    |          |
| 1998-2004                                | Jean-Claude Micouraud | PCF    |          |
| 2004-2015                                | Bernard Pozzoli       | PS     |          |
| les dades anteriors no són pas conegudes |                       |        |          |
|                                          |                       |        |          |

## Demografia
| 1962 | 1968 | 1975 | 1982 | 1990   | 1999   | 2007   |
| ---- | ---- | ---- | ---- | ------ | ------ | ------ |
| -    | -    | -    | -    | 14.447 | 13.172 | 14.155 |